# Yuan Weiwei
Yuan Weiwei (苑維瑋T, 苑维玮S, Yuàn WéiwěiP; Tientsin, 25 novembre 1985) è un allenatore di calcio ed ex calciatore cinese, di ruolo difensore.

## Carriera

### Club
Ha giocato nella prima divisione cinese.

### Nazionale
Ha partecipato ai Mondiali Under-20 del 2005 ed ai Giochi Olimpici del 2008. Tra il 2008 ed il 2012 ha invece giocato complessivamente 5 partite nella nazionale maggiore cinese.

## Palmarès

### Club

#### Competizioni nazionali
- Campionato cinese: 3

Shandong Luneng: 2006, 2008, 2010
- Coppa della Cina: 3

Shandong Luneng: 2004, 2006, 2014